# Llista de monuments de Patraix (València)
Monuments catalogats com a béns d'interés cultural (BIC) i béns immobles de rellevància local (BRL) del districte de Patraix de València.

## Monuments d'interés local
| Monument                                                             | Prot.? | Estil/època        | Localització               | Coordenades                                          | Codi?         | Imatge |
| -------------------------------------------------------------------- | ------ | ------------------ | -------------------------- | ---------------------------------------------------- | ------------- | --- |
| Convent de Jesús                                                     | BRL    | S.XV; S.XVI; S.XIX | València Pl. Jesús         | 39° 27′ 37″ N, 0° 23′ 19″ O / 39.460158°N,0.388691°O | 46.15.250-207 | Convent de Jesús (València) · Vegeu més fotos d'aquest monument · Carregueu una nova foto d'aquest monument                                                     |
| Església parroquial de la Mare de Déu dels Desemparats i Sant Isidre | BRL    |                    | València C. Sant Isidre, 2 | 39° 27′ 13″ N, 0° 24′ 26″ O / 39.453651°N,0.407306°O | 46.15.250-287 | Església parroquial de la Mare de Déu dels Desemparats i Sant Isidre (València) · Vegeu més fotos d'aquest monument · Carregueu una nova foto d'aquest monument |
| Església parroquial Sagrat Cor de Jesús                              | BRL    |                    | València Pl. Patraix, 21   | 39° 27′ 46″ N, 0° 23′ 30″ O / 39.462669°N,0.391758°O | 46.15.250-296 | Església parroquial Sagrat Cor de Jesús (València) · Vegeu més fotos d'aquest monument · Carregueu una nova foto d'aquest monument                              |

## Espais etnològics d'interés cultural
| Monument                               | Prot.? | Estil/època  | Localització                             | Coordenades                                          | Codi?          | Imatge |
| -------------------------------------- | ------ | ------------ | ---------------------------------------- | ---------------------------------------------------- | -------------- | --- |
| Alqueria dels Frares, Sant Isidre      | BRL    | s.XVII-XVIII | València Entrada Alqueria dels Frares, 1 | 39° 27′ 18″ N, 0° 24′ 08″ O / 39.455°N,0.402222°O    | 46.15.250-E455 | Alqueria dels Frares (València) · Vegeu més fotos d'aquest monument · Carregueu una nova foto d'aquest monument                |
| Barri obrer Ramón de Castro            | BRL    | 1906         | València C. Ramón de Castro              | 39° 27′ 50″ N, 0° 23′ 24″ O / 39.463889°N,0.39°O     | 46.15.250-368  | Barri obrer Ramón de Castro (València) · Vegeu més fotos d'aquest monument · Carregueu una nova foto d'aquest monument         |
| Central elèctrica de Patraix i fumeral | BRL    | 1908         | València Av. de Gaspar Aguilar, 54       | 39° 27′ 19″ N, 0° 23′ 30″ O / 39.455278°N,0.391667°O | 46.15.250-E108 | Central elèctrica de Patraix (València) · Carregueu una nova foto d'aquest monument                                            |
| Fumeral de la serrería Franco Tormo    | BRL    | ca.1900      | València C. Franco Tormo, 4              | 39° 27′ 31″ N, 0° 23′ 27″ O / 39.458597°N,0.390769°O | 46.15.250-E334 | Fumeral de la serrería Franco Tormo (València) · Vegeu més fotos d'aquest monument · Carregueu una nova foto d'aquest monument |
| Fumerals en el carrer Fra Mateu        | BRL    | 1930         | València C. Fra Mateu                    | 39° 27′ 43″ N, 0° 23′ 28″ O / 39.461889°N,0.391231°O | 46.15.250-E398 | Fumerals en el carrer Fra Mateu (València) · Vegeu més fotos d'aquest monument · Carregueu una nova foto d'aquest monument     |

## Nuclis històrics tradicionals
| Monument                                             | Prot.? | Estil/època     | Localització                                                                                | Coordenades                                          | Codi?         | Imatge |
| ---------------------------------------------------- | ------ | --------------- | ------------------------------------------------------------------------------------------- | ---------------------------------------------------- | ------------- | --- |
| Conjunt urbà i arquitectònic al Barri de Sant Isidre | BRL    | 1900-1930       | València C. José Andreu Alabarta, camí Nou de Picanya, c. dels Gremis, c. Dr. Bartual i Pau | 39° 27′ 14″ N, 0° 24′ 20″ O / 39.453889°N,0.405556°O | 46.15.250-194 | Barri de Sant Isidre (València) · Vegeu més fotos d'aquest monument · Carregueu una nova foto d'aquest monument |
| Nucli primitiu de Patraix                            | BRL    | Romà-actualitat | València Barri de Patraix                                                                   | 39° 27′ 47″ N, 0° 23′ 32″ O / 39.462917°N,0.39225°O  | 46.15.250-441 | Nucli de Patraix (València) · Vegeu més fotos d'aquest monument · Carregueu una nova foto d'aquest monument     |